# Jim Courter

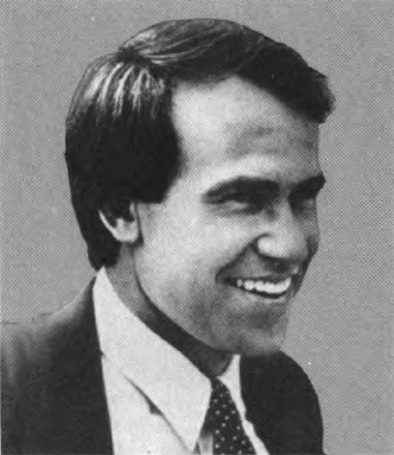
Jim Courter (1985)

James Andrew „Jim“ Courter (* 14. Oktober 1941 in Montclair, New Jersey) ist ein US-amerikanischer Politiker. Zwischen 1979 und 1991 vertrat er den Bundesstaat New Jersey im US-Repräsentantenhaus.

## Werdegang
Jim Courter besuchte bis 1959 die Montclair Academy. Danach studierte er bis 1961 an der Colgate University in Hamilton (New York). Nach einem anschließenden Jurastudium an der School of Law der Duke University in Durham (North Carolina) und seiner 1966 erfolgten Zulassung als Rechtsanwalt begann er in diesem Beruf zu arbeiten. 1972 wurde er Partner einer von ihm mitgegründeten Anwaltskanzlei in Hackettstown. Zuvor war er in den Jahren 1966 bis 1968 für das Friedenscorps in Venezuela aktiv. In den Jahren 1969 und 1970 war er in der Bundeshauptstadt Washington als Unternehmensberater tätig. Außerdem arbeitete er zwischen 1970 und 1971 als Jurist für das Union County. Von 1973 bis 1977 war er auch stellvertretender Staatsanwalt im Warren County. Außerdem fungierte er als juristischer Vertreter mehrerer Städte in New Jersey.
Politisch schloss sich Courter der Republikanischen Partei an. Bei den Kongresswahlen des Jahres 1978 wurde er im 13. Wahlbezirk von New Jersey in das US-Repräsentantenhaus in Washington, D.C. gewählt, wo er am 3. Januar 1979 die Nachfolge von Helen Stevenson Meyner antrat. Nach fünf Wiederwahlen konnte er bis zum 3. Januar 1991 sechs Legislaturperioden im Kongress absolvieren. Seit 1983 vertrat er als Nachfolger von Matthew John Rinaldo den zwölften Distrikt seines Staates.
Im Jahr 1989 kandidierte Jim Courter für das Amt des Gouverneurs von New Jersey, verlor aber deutlich gegen den Demokraten James Florio. Zwischen 1991 und 1993 war er Vorsitzender der Defense Base Closure and Realignment Commission, die sich mit dem Truppenabbau und Stützpunktschließungen befasste. Danach praktizierte er wieder als Anwalt.